# Estey's Bridge
Estey's Bridge, aussi appelé Royal Road, est un village du comté d'York, à l'ouest de la province canadienne du Nouveau-Brunswick. Le village a le statut de DSL. Il comprend l'autorité taxatrice de Lakeside Estates. Dans le cadre de la réforme de la gouvernance locale du 1er janvier 2023, le territoire du DSL a été réparti entre la cité de Fredericton et les communautés rurales de Central York et Nashwaak.

## Toponyme
Estey's Bridge est nommé ainsi en l'honneur de Isaac et Willam Estey, qui tentèrent d'acheter une terre ici en 1811 pour y construire un moulin. Le pont en question est situé sur le ruisseau Nashwaaksis, dans le hameau de Royal Road.
Estey's Bridge comprend les hameaux de Birdton, Hamtown Corner, Hurlett, Kingsley, McLeod Hill, Royal Road et Royal Road West.
Il se peut que Birdton soit nommé en l'honneur de la famille irlandaise Birdton qui a fondé le village ou en l'honneur de Robert Bird, le premier maître des postes vers 1885. Hamtown Corner a porté le nom d'Hamtown jusqu'en 1918. Kingsley est possiblement nommé ainsi en l'honneur de Charles King, un propriétaire terrien. Les noms de Royal Road et de Royal Road West font référence au chemin passant par le village, équivalent à « chemin du Roi » en français, construit au début des années 1830 entre Fredericton et Grand-Sault. L'établissement d'Estey's Bridge était situé à cet endroit. L'origine des noms de Hurlett et de McLeod Hill n'est pas connue.

## Géographie

### Hameaux
Royal Road est situé au nord du pont du ruisseau Nashwaaksis, ou pont d'Estey. L'agglomération de Royal Road s'étend en fait sur plusieurs kilomètres le long de la route 520. McLeod Hill est situé du côté sud du pont, au pied de la colline Bluff. Royal Road West est situé à l'ouest du village, le long du chemin Kingsley. Kinglsey est situé le long du même chemin, à quatre kilomètres au nord-ouest du pont et s'étend jusqu'à l'intersection avec la route 517. Birdton est situé à cet endroit, à kilomètres au nord-ouest du pont. Hamtown Corner est situé à douze kilomètres au nord du pont et à 3,6 kilomètres à l'est de Birdton, à l'intersection des routes 517 et 520. Hurlett est situé à 8,5 kilomètres au nord du pont. Il est accessible par le chemin Hurlett Via la route 520.

### Logement
Le territoire regroupant la paroisse de Douglas, Estey's Bridge et Carlisle Road comptait 2286 logements privés en 2006, dont 2139 occupés par des résidents habituels. Parmi ces logements, 89,1 % sont individuels, 0,5 % sont jumelés, 0,0 % sont en rangée, 2,6 % sont des appartements ou duplex et 1,2 % sont des immeubles de moins de cinq étages. Enfin, 6,3 % des logements entrent dans la catégorie autres, tels que les maisons-mobiles. 91,2 % des logements sont possédés alors que 8,8 % sont loués. 62,9 % ont été construits avant 1986 et 9,5 % ont besoin de réparations majeures. Les logements comptent en moyenne 7,2 pièces et aucun ne compte plus d'une personne habitant par pièce. Les logements possédés ont une valeur moyenne de 137 827 $, comparativement à 119 549 $ pour la province.

## Histoire
Hamtown Corner est fondé vers 1820 par des colons irlandais et ensuite gallois, résidant auparavant à Cardigan, dans la paroisse de Douglas.  Birdton est fondé en 1824 par des Irlandais du comté de Donegal.
En 1825, le territoire est touché par les Grands feux de la Miramichi, qui dévastent entre 10 000 km2 et 20 000 km2 dans le centre et le nord-est de la province et tuent en tout plus de 280 personnes,.
Le 12 mai 2014, les résidents du secteur Chateau Heights votent à 138 voix contre 86 en faveur du plébiscite sur l'annexion de la localité avec la cité de Fredericton.

## Démographie
| 2011  | 2016  |
| ----- | ----- |
| 2 204 | 2 217 |

## Économie
Entreprise Central NB, membre du Réseau Entreprise, a la responsabilité du développement économique.

## Administration

### Commission de services régionaux
Estey's Bridge fait partie de la Région 11, une commission de services régionaux (CSR) devant commencer officiellement ses activités le 1er janvier 2013. Contrairement aux municipalités, les DSL sont représentés au conseil par un nombre de représentants proportionnel à leur population et leur assiette fiscale. Ces représentants sont élus par les présidents des DSL mais sont nommés par le gouvernement s'il n'y a pas assez de présidents en fonction. Les services obligatoirement offerts par les CSR sont l'aménagement régional, l'aménagement local dans le cas des DSL, la gestion des déchets solides, la planification des mesures d'urgence ainsi que la collaboration en matière de services de police, la planification et le partage des coûts des infrastructures régionales de sport, de loisirs et de culture; d'autres services pourraient s'ajouter à cette liste.

### Représentation et tendances politiques
Nouveau-Brunswick: La majeure partie d'Estey's Bridge est comprise dans la circonscription provinciale de York-Nord, qui est représentée à l'Assemblée législative du Nouveau-Brunswick par Kirk MacDonald, du Parti progressiste-conservateur. Il fut élu pour la première fois lors de l'élection générale de 1999 puis réélu à chaque fois depuis, la dernière fois en 2010. Le sud-est d'Estey's Bridge fait plutôt partie de la circonscription provinciale de Fredericton-Nashwaaksis, qui est représentée par Troy Lifford, du Parti progressiste-conservateur. Il fut élu lors de l'élection générale de 2010.
 Canada: Estey's Bridge fait partie de la circonscription électorale fédérale de Tobique—Mactaquac, qui est représentée à la Chambre des communes du Canada par Michael Allen, du Parti conservateur. Il fut élu lors de la 39e élection générale, en 2006, et réélu en 2008.

## Vivre à Estey's Bridge
Le DSL est inclus dans le territoire du sous-district 10 du district scolaire Francophone Sud. Les écoles francophones les plus proches sont à Fredericton alors que les établissements d'enseignement supérieurs les plus proches sont dans le Grand Moncton.
Le détachement de la Gendarmerie royale du Canada le plus proche est à Keswick Ridge.
Les anglophones bénéficient des quotidiens Telegraph-Journal, publié à Saint-Jean, et The Daily Gleaner, publié à Fredericton. Ils ont aussi accès au bi-hebdomadaire Bugle-Observer, publié à Woodstock. Les francophones ont accès par abonnement au quotidien L'Acadie nouvelle, publié à Caraquet, ainsi qu'à l'hebdomadaire L'Étoile, de Dieppe.